# توشن
توشن، روستایی است از توابع بخش مرکزی شهرستان گرگان در استان گلستان ایران.
آب بندان روستای توشن

## جمعیت
این روستا در دهستان انجیرآب قرار داشته و براساس سرشماری سال ۱۳۹۵ جمعیت آن ۱۱۴۹ نفر بوده‌است.
این روستا تقریباً در ۳ کیلومتری جنوب گرگان در استان گلستان قراردارد.